# گونزالو ملرو
گونزالو ملرو (انگلیسی: Gonzalo Melero؛ زادهٔ ۲ ژانویهٔ ۱۹۹۴) بازیکن فوتبال اهل اسپانیا است.
از باشگاه‌هایی که در آن بازی کرده‌است می‌توان به باشگاه فوتبال رئال مادرید سی، باشگاه فوتبال رئال مادرید، باشگاه فوتبال رئال مادرید کاستیا، و باشگاه فوتبال پومفرادینا اشاره کرد.
وی همچنین در تیم ملی فوتبال زیر ۱۷ سال اسپانیا بازی کرده‌است.